# Anton Sar
Anton Sar  (* 1. Januar 1747 in Metz; † 5. März 1817 in Heidelberg) war ein deutscher Theologe und Romanist französischer Herkunft.

## Leben und Werk
Sar war bis 1791 Lehrer für Philosophie und Theologie am Priesterseminar in Metz. 1791 berief ihn die Theologische Fakultät der Ruprecht-Karls-Universität Heidelberg auf den Lehrstuhl für Dogmatik. Von 1804 bis zu seinem Tod war er an der gleichen Universität ordentlicher Professor für Französische Sprache und hatte u. a. Joseph von Eichendorff zu seinem Schüler.

## Werke
- Manières allemandes de parler français, Heidelberg 1808